# William Maddison
William John Maddison (* 1882 in London; † 10. Juni 1924 in Westcliff-on-Sea) war ein britischer Segler.

## Erfolge
William Maddison, der beim Royal Burnham Yacht Club segelte, wurde 1920 in Antwerpen bei den Olympischen Spielen in der 7-Meter-Klasse Olympiasieger. Er war Crewmitglied der Ancora, deren Crew außerdem aus Robert Coleman und Dorothy Wright bestand, die mit dem norwegischen Boot Fornebo von Skipper Johan Faye lediglich einen Konkurrenten hatte. Die Fornebo gewann die erste Wettfahrt, doch die Ancora mit Skipper Cyril Wright, Dorothy Wrights Ehemann, sicherte sich jeweils den Sieg in der zweiten und dritten Wettfahrt und schloss die Regatta dadurch auf dem ersten Platz ab.
Maddison war wie sein Vater beruflich als Bauunternehmer tätig.